# 克劳福德·朗
克劳福德·威廉森·朗（英語：Crawford Williamson Long，1815年11月1日—1878年6月16日），美国外科、麻醉科医生、药师，佐治亚州人，一般认为是他首次使用乙醚作为麻醉剂，也將他第一次成功的乙醚全身麻醉定為醫師節。不过他的成就在當時只有同事和极少数人知道，没有迅速传播开来。

## 生平
1815年生于佐治亚州丹尼尔斯维尔，早年就读于当地一所私立中学，学习优异。14岁进入阿森斯富兰克林学院，5年后成为文学硕士。毕业后回丹尼尔斯维尔成为老师，并从师于乔治·R·格兰特医生。后来朗短暂就读于肯塔基州列星頓的特兰西瓦尼亚医学院，一年后进入费城宾夕法尼亚大学。在那儿结识了乔治·伍德·贝尔斯。1839年毕业于宾夕法尼亚大学。之后在纽约学习一年外科，回到佐治亚杰弗逊镇行医。
1842年3月30日，朗在杰弗逊镇使用乙醚浸湿的毛巾让病人詹姆斯·维纳布尔吸入，成功切除了其颈部的直径1.5英寸的肿瘤。维纳布尔在手术中没有感到疼痛，3月30日因而被定為醫師節。
1845年12月17日，朗成為第一個為產婦麻醉生子的醫生，值得一提的是，那名產婦是他的妻子，而該嬰兒是朗的女兒。
1849年，朗發表了他使用乙醚作為手術麻醉劑的經驗。
1851年赴阿森斯，在那儿度过晚年，期间恰逢美國南北戰爭，朗加入过南军军队。
1878年6月16日又使用乙醚为产妇麻醉，但同日，朗卻因中风逝世。